# University of Arkansas

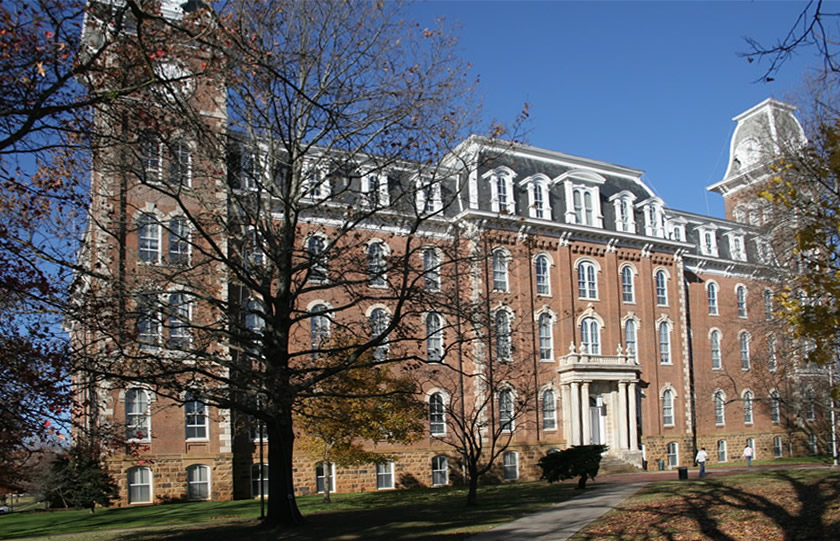
Old Main

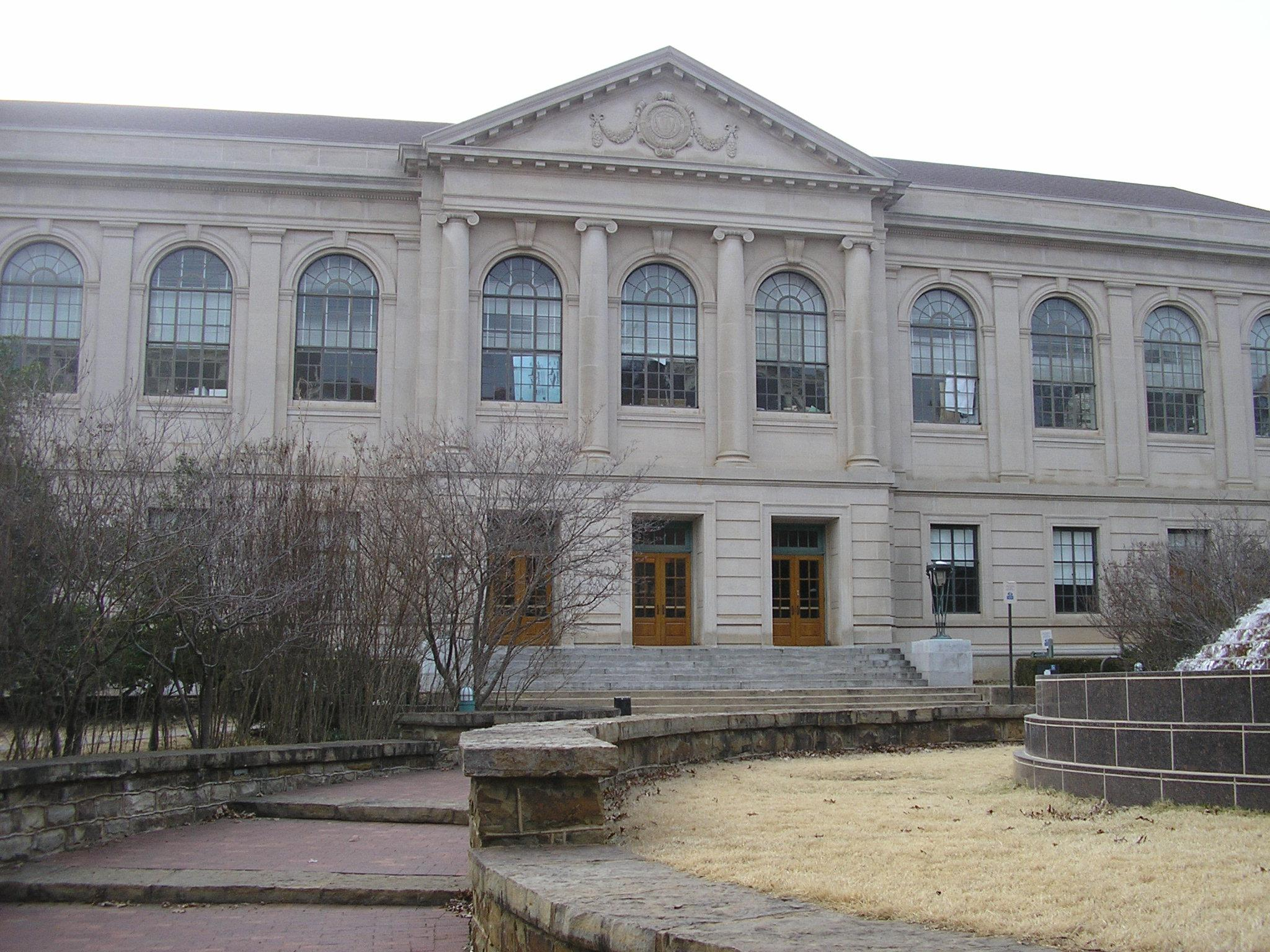
Walker Hall

Die University of Arkansas (abgekürzt UA oder U of A) ist eine staatliche Universität in Fayetteville im Nordwesten des US-Bundesstaates Arkansas. Die Universität ist mit 27.194 Studenten (2016) die größte öffentliche Hochschule in Arkansas. Sie ist der wichtigste Standort des University of Arkansas System. Die Universität ist besonders bekannt für ihre Forschung und Lehre in den Fachbereichen Architektur, Landwirtschaft (besonderes Geflügel) und Wirtschaftswissenschaften (Sam M. Walton College of Business).

## Geschichte
Die Universität wurde 1871 als Arkansas Industrial University gegründet und nahm ihren heutigen Namen 1899 an. Als erste staatliche Universität in den Südstaaten nahm die UAF 1948 einen Afro-amerikanischen Studenten auf.

## Sport
Die Sportmannschaften der UAF sind die Razorbacks, auch Hogs genannt. Das Football-Team spielt im Donald W. Reynolds Razorback Stadium, das eine Zuschauerkapazität von 76.000 besitzt. Die Universität ist Mitglied der Southeastern Conference.

## Persönlichkeiten

### Professoren
- Bill Clinton – Juraprofessor 1973–1976
- Hillary Clinton – Juraprofessorin 1974–1976
- Daniel Harvey Hill – Präsident der Universität 1877–1884
- Mary Lacity – Professorin für Wirtschaftsinformatik

### Absolventen
- Lance Alworth – American-Football-Spieler
- Jamaal Anderson – American-Football-Spieler
- Steve Atwater – American-Football-Spieler
- Miller Barber – Golfspieler
- Jim Benton – American-Football-Spieler
- Danielle Bunten Berry – Programmiererin und Spieledesignerin
- Vernon E. Clark – Chief of Naval Operations, United States Navy
- Areej Ghazi – Erziehungswissenschaftlerin und Mitglied des jordanischen Königshauses[1][2]
- Tayyaba Hasan – pakistanisch-US-amerikanische Dermatologin
- Jerry Jones – Öl-Unternehmer und Besitzer der Dallas Cowboys
- Homer Ledbetter – American-Football-Spieler, Polizist
- Jimmy Johnson – American-Football-Trainer
- Felix Jones – American-Football-Spieler
- Barry Switzer – American-Football-Trainer
- R. C. Thielemann – American-Football-Spieler
- Jim Walton – CEO der Arvest Bank